# Myrmeleon (Myrmeleon) mouldsorum
Myrmeleon (Myrmeleon) mouldsorum is een insect uit de familie van de mierenleeuwen (Myrmeleontidae), die tot de orde netvleugeligen (Neuroptera) behoort. 
Myrmeleon (Myrmeleon) mouldsorum is voor het eerst wetenschappelijk beschreven door New & Smithers in 1994.